# でるラジ
『でるラジ』は、2014年3月31日から北日本放送（KNBラジオ）で平日12:40 - 15:30に放送されているワイド番組である。

## 概要
5年間放送された『ご近所ラジオKNB!』の後番組として放送開始。KNBラジオの『でられディオ』キャンペーンの一環として放送されており、『みんながでるラジオ』をコンセプトに街頭中継やゲストコーナー、リスナーの電話出演などのデータを元に『でた!データ』を集計している。
前番組でパーソナリティを担当した鍋田は、火曜の街頭中継および『鍋田恭子の日清食品ちゅるっト行きましょう!』（第1・第3火曜日放送）を担当する他、金曜版（でるラジ ゴールデン）を担当している。
放送開始当初から12:30開始だったが、2023年4月3日より10分短縮され12:40開始に、2025年4月からは終了が30分繰り上がり15:30終了に変更された。
2024年5月24日に放送された、「氷見を元気に！富山を元気に！能登にも届け！」を氷見市の商業施設から全編生放送した回が2024年日本民間放送連盟賞 ラジオ生ワイド優秀賞を受賞した。この回はパーソナリティが勢揃いした他、レギュラーコーナーを持つ女優の室井滋が全編を通じて出演した。

## パーソナリティ
- 山下千晴（月曜 - 水曜　2024年4月-、過去（時期不明）水曜日の中継も担当した）
- 平島亜由美（木曜）
- 鍋田恭子（金曜）
- 佐藤栄治（金曜　2022年10月-、2016年4月1日 - 2021年3月26日も担当）

中継コーナー担当
- 鍋田恭子（火曜）
- 柳川明子（水曜）

## 過去の出演者
- 小林淳子（月曜 - 木曜メインパーソナリティ・2014年3月31日 - 2021年3月25日）
- 木下一哉（月曜 - 水曜　-2023年12月）
- 荒瀬洋太（金曜メインパーソナリティ・2014年4月4日 - 2016年3月25日、大阪支社への人事異動の為降板）
- 佐伯翔太（金曜メインパーソナリティ・2021年4月 - 2022年9月）
- 上野透（金曜）[2][3]
- 柴田泰佳（月曜中継）
- 柳川明子（月曜中継・　-2018年3月）
- 大沢綾子（水曜中継・　-2018年3月）
- 庄司幸寛（木曜中継）
- 雷鳥（金曜中継・　-2018年3月）
- 岡本恭（金曜中継）
- 長江もみ（月曜中継）
- 網谷辰海（木曜中継）
- 中島真紀子（木曜中継）
- フィッシュ&チップス（月曜中継→金曜中継・2019年11月を以って金本和幹が芸能活動引退に伴うコンビ解散となり金本降板後、2022年3月までは伊藤もとひろ単独で出演）